# Jištěrpy
Jištěrpy (německy Gießdorf) jsou malá vesnice, část obce Chotiněves v okrese Litoměřice. Nachází se asi 1,5 kilometru jižně od Chotiněvsi. Prochází zde silnice II/240. Jištěrpy jsou také název katastrálního území o rozloze 2,21 km².

## Název
Původní název Diežečrpi byl složeninou slov v posměšném významu lidé, kteří z díže čerpají. Prošel složitým jazykovým vývojem a původní význam se časem ztratil. Německý tvar Gießdorf vznikl fonetickým napodobením názvu českého, přičemž druhý člen se změnil na obecné jméno dorf.

## Historie

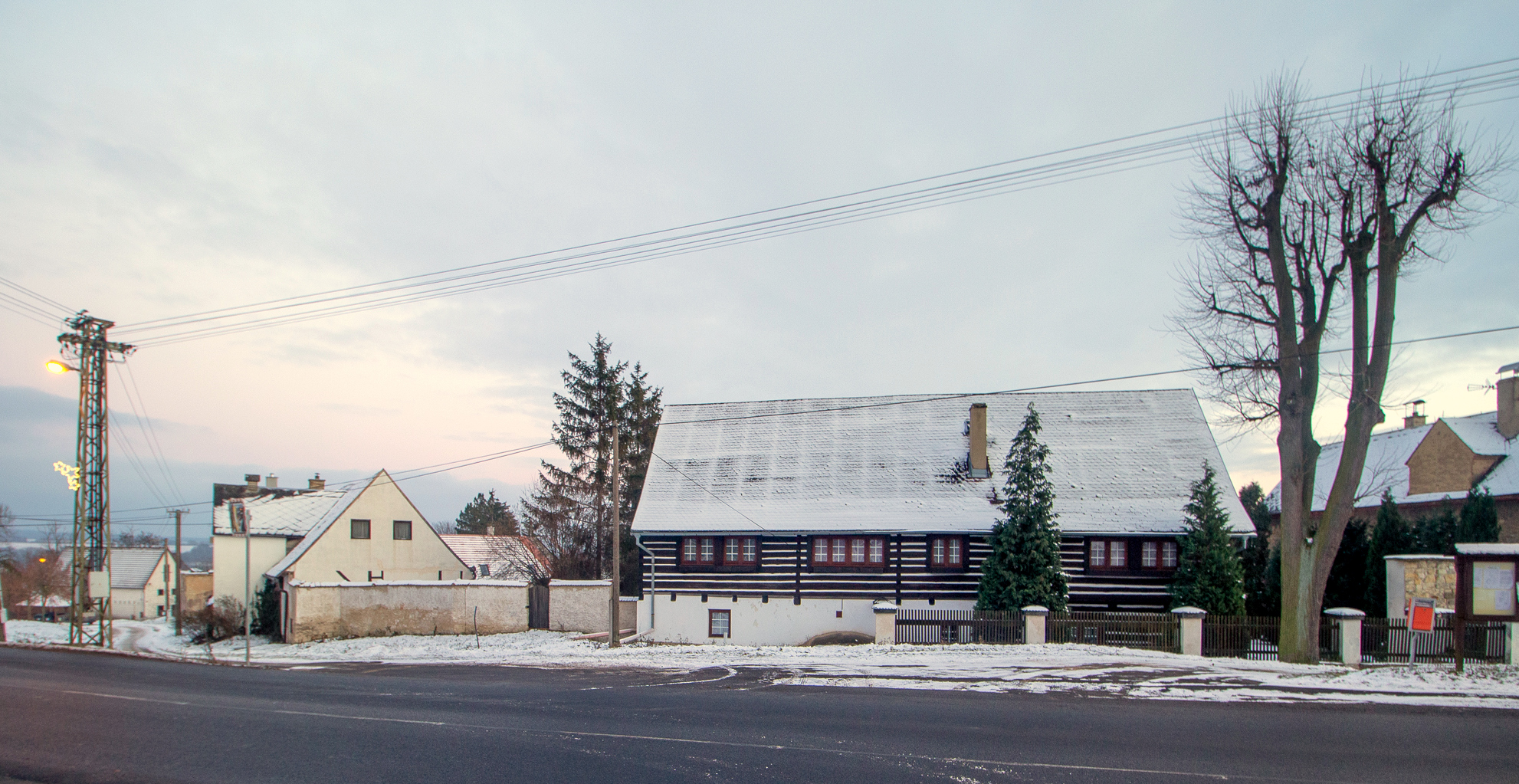
Jištěrpy, střed obce

V písemných pramenech jsou Jištěrpy poprvé zmíněny v zakládací listině litoměřické kapituly, vydané českým knížetem Spytihněvem II. Historiky je tato listina zařazována přibližně do roku 1057. O Jištěrpech se v textu původní Spytihněvovy listiny nepíše, teprve v přípiscích, které pocházejí z 12. a z počátku 13. století je uvedeno, že k právu litoměřického kostela byl dán ze vsi Jištěrpy (villa Desecripi) člověk jménem Zlatoň se syny a bratrem, a to dosvědčuje dlouhá řada vyjmenovaných svědků a mezi nimi také litoměřický kastelán velmož Blah.

## Obyvatelstvo
Při sčítání lidu v roce 1921 zde žilo 232 obyvatel (z toho 111 mužů), z nichž byli tři Čechoslováci a 229 Němců. Kromě tří židů a jednoho člověka bez vyznání byli římskými katolíky. Podle sčítání lidu z roku 1930 měla vesnice 231 obyvatel: tři Čechoslováky a 228 Němců. Až na jednoho žida se ostatní hlásili k římskokatolické církvi.
|                                                                     | 1869 | 1880 | 1890 | 1900 | 1910 | 1921 | 1930 | 1950 | 1961 | 1970 | 1980 | 1991 | 2001 | 2011 |
| ------------------------------------------------------------------- | ---- | ---- | ---- | ---- | ---- | ---- | ---- | ---- | ---- | ---- | ---- | ---- | ---- | ---- |
| Obyvatelé                                                           | 263  | 288  | 267  | 268  | 247  | 232  | 231  | 147  | 115  | 86   | 63   | 37   | 30   | 45   |
| Domy                                                                | 54   | 54   | 56   | 58   | 56   | 55   | 55   | 42   | .    | 28   | 24   | 28   | 28   | 31   |
| Počet domů z roku 1961 je zahrnut v domech místní části Chotiněves. |      |      |      |      |      |      |      |      |      |      |      |      |      |      |

## Pamětihodnosti

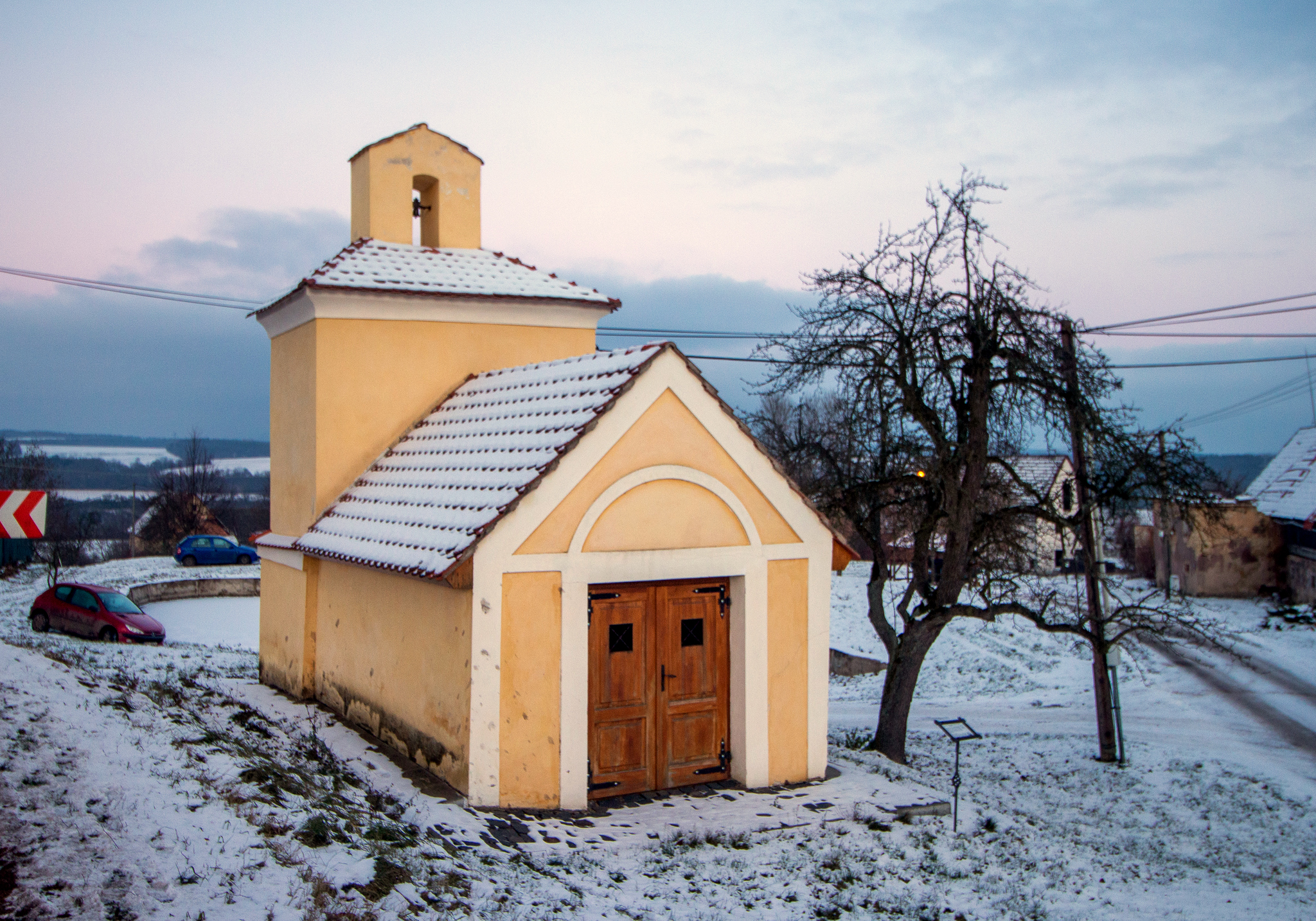
Jištěrpy, kaple svatého Kiliána

- Zřícenina zámku Jištěrpy
- Kaple svatého Kiliána
- Socha svatého Václava